# Aşağı Çaykənd
Aşağı Çaykənd è un comune dell'Azerbaigian situato nel distretto di Şəmkir. 